# چو شین سو
چو شین سو (کره‌ای: 추신수; هانجا: 秋信守; لاتین‌نویسی اصلاح‌شده: Chu Sinsu; تلفظ کره‌ای: [tɕʰu. ɕin.su]؛ زادهٔ ۱۳ ژوئیهٔ ۱۹۸۲) بازیکن بیسبال اهل کره جنوبی است.
از باشگاه‌هایی که در آن بازی کرده‌است می‌توان به تگزاس رنجرز اشاره کرد.
وی در مسابقات کشوری و بین‌المللی در مجموع برندهٔ ۱ مدال طلا، ۱ مدال نقره شده‌است.